# Lysůvky

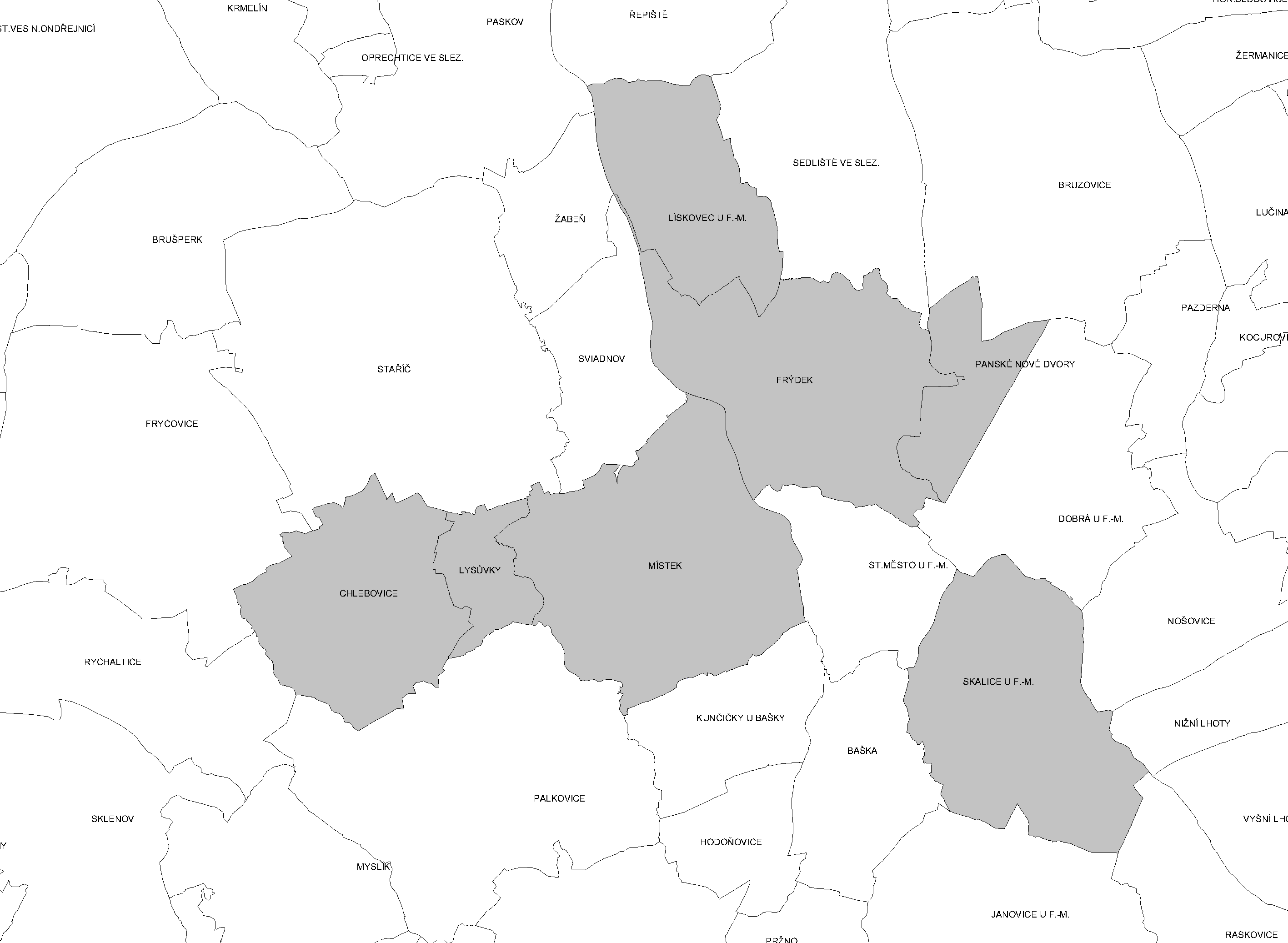
Katastrální členění Frýdku-Místku

Lysůvky (německy Lotrinkowitz) je část města Frýdek-Místek. Nachází se na jihozápadě Frýdku-Místku. V roce 2009 zde bylo evidováno 90 adres. V roce 2001 zde trvale žilo 303 obyvatel. V roce 2012 byla na území Lysůvek zprovozněna rychlostní silnice R48 (později dálnice D48) s tunelem Lysůvky.
Lysůvky je také název katastrálního území o rozloze 2,05 km². V katastrálním území Lysůvky leží i Zelinkovice.

## Název
Vesnice při svém založení dostala jméno Lothringowitz (Lotrinkovice) po držiteli panství, biskupovi Karlu Lotrinském. Od roku 1846 je doloženo jméno Lysůvky - snad na vesnici bylo přeneseno jméno nějakého místa v okolí.

## Historický přehled
Původně se jednalo o jednotné katastrální území Lysůvky, od něhož se však roku 1873 oddělila nová obec Zelinkovice. Opětovné spojení obou obcí provedl ONV v Místku k 1. lednu 1954. Později došlo k opětovnému spojení obou katastrálních území.